# تفجير مركز التجارة العالمي 1993
وقع تفجير مركز التجارة العالمي في نيويورك يوم 26 فبراير عام 1993. نتيجة انفجار سيارة مفخخة في مرآب تحت مبنى المركز قتل ستة أشخاص وأُصيب أكثر من ألف شخص بجروح. وكان التفجير من فعل عدد من أعضاء التنظيمات الإسلامية المتطرفة. وكان بعضهم قد أودعوا السجن قبل الحادث بسنوات، ويُزعم أنه تم الإفراج عنهم على أمل أن ينضموا إلى حركة الجهاد ضد الاتحاد السوفييتي في أفغانستان.